# The Last Outlaw (film, 1919)
Pour les articles homonymes, voir The Last Outlaw.
Pour plus de détails, voir Fiche technique et Distribution.
The Last Outlaw est un western muet américain de John Ford, sorti en 1919.

## Fiche technique
- Titre original : The Last Outlaw
- Réalisation : John Ford
- Scénario : H. Tipton Steck
- Photographie : John W. Brown
- Société de production : Universal Film Manufacturing Company
- Société de distribution : Universal Film Manufacturing Company
- Pays de production :  États-Unis
- Langue originale : anglais
- Format : noir et blanc — 35 mm — 1,37:1 — Muet
- Genre : Western
- Durée : 2 bobines
- Date de sortie :
  - États-Unis : 15 juin 1919

## Distribution
- Ed Jones : Bud Coburn
- Richard Cummings : le shérif Brownlo
- Lucille Hutton : Idaleen Coburn
- Jack Walters : Chad Allen
- Billie Hutton